# Francis Taaffe, 3. Earl of Carlingford
Francis Taaffe, 3. Earl of Carlingford (* 1639 in Ballymote, County Sligo, Irland; † August 1704 in Nancy, Lothringen) war ein aus Irland stammender Militärbefehlshaber und Politiker. Er diente im Heer des Kaisers des Heiligen Römischen Reiches (der seinen Sitz in Wien hatte) und am Hof des Herzogs von Lothringen in Nancy.

## Leben
Francis Taaffe war der zweite Sohn von Theobald Taaffe, 1. Earl of Carlingford, und Mary White. Beim Tod seines älteren Bruders erbte er 1690 dessen zur Peerage of Ireland gehörende Adelstitel als 3. Earl of Carlingford, 4. Viscount Taaffe und 4. Baron Ballymote.
Taaffe studierte an der Universität in Olmütz und diente am Hof Kaiser Ferdinands III. sowie am Hof von Herzog Karl IV. von Lothringen. Er wurde auch Erzieher der Kinder des Herzogs und Capitän in dessen Regiment.
Bei der Belagerung von Bonn (1673) kommandierte er das Regiment des Herzogs. Im folgenden Jahr konnte er sich in der Schlacht bei Sinsheim durch Mut und Tapferkeit auszeichnen. Anschließend wurde er zur Königswahl nach Polen geschickt, dort hielt er eine bemerkenswerte Rede zu Gunsten des Herzogs von Lothringen.
Taaffe kehrte nach Deutschland zurück und kämpfte im Holländischen Krieg am 27. Juli 1675 in der Schlacht bei Sasbach, auch in den Gefechten bei Goldscheuer am 1. August 1675 und an der Rheinbrücke bei Altenheim am selben Tag und an den beiden folgenden. 1676 wurde er in den Pfalz geschickt, um zu verhindern, dass der dortige Hof einen Separatfrieden mit Frankreich schließt. Im gleichen Jahr nahm er auch an der Belagerung von Philippsburg teil. Für seinen Mut in den Schlachten wollte der Herzog ein Regiment für Taaffe beim Kaiser erbitten, das wurde aber abgelehnt, daher übergab der Herzog sein Regiment dem General Taaffe.
Beim Entsatz von Wien am 12. September 1683 kommandierte Taaffe zusammen mit dem Fürsten Salm und dem Grafen Mercy den linken Flügel des dritten Treffens. Der General erbeutete einen großen Teil des Besitzes des Großveziers Kara Mustapha. Die Trophäen wurden vom Herzog von Lothringen neben anderen Geschenken an König Jakob II. von England geschickt.
Dieser schickte seinen Sohn FitzJames, später Herzog von Berwick, zum General Taaffe, um seine militärische Laufbahn unter den kaiserlichen Fahnen im Krieg gegen die Türken zu beginnen. 1684 kämpfte Taaffe in Ungarn in der Schlacht bei Waitzen, beim Entsatz von Ofen und in der Schlacht bei Gran. Bei der Belagerung von Ofen kommandierte er die ganze Reiterei und schlug die Türken. Im Jahr 1687 wurde er General der Kavallerie und erhielt das Kommando über die in den Dienst des Kaisers getretenen irischen Söldner. Als Auszeichnung für seine militärischen Verdienste  wurde er 1694 zum Feldmarschall der kaiserlichen Armee ernannt und in den Orden vom Goldenen Vlies aufgenommen.
Zuletzt war Taaffe Kanzler des Herzogs Leopold von Lothringen. 1697 gelang es ihm bei den Verhandlungen zum Ryswicker Frieden, Lothringen für Herzog Leopold zu sichern. Der Herzog machte ihn zum Präsidenten aller Ratsversammlungen, zum Oberhofmeister des herzoglichen Hauses, zum Minister der Finanzen und zum Gouverneur der Stadt Nancy.
1676 heiratete er Helena Maximiliana von Traudisch (Alžběta Maxmiliane Helene z Drahotuš). Das Paar hatte eine Tochter namens Anna, die aber vor dem Vater starb. Nach dem Tode seiner Frau fiel Taaffe im Jahre 1700 die Freie Minderstandesherrschaft Deutschleuten zu.
Francis Taaffe starb 1704 in Nancy, wo er in der Kathedrale beigesetzt wurde. Erbe seiner Güter in Irland, Lothringen und Deutschland  wurde sein Neffe Theobald.